# Спряжена норма
Концепція спря́женої норми (англ. dual norm) з'являється у функціональному аналізі, галузі математики.
Нехай {\displaystyle X} це нормований простір над числовим полем {\displaystyle {\mathbb {F} }} з нормою {\displaystyle \|\cdot \|}. Тоді спряжений нормований простір {\displaystyle X'} (інший запис {\displaystyle X^{*}}) визначають як множину всіх неперервних лінійних форм з {\displaystyle X} в базове поле {\displaystyle {\mathbb {F} }.} Якщо {\displaystyle f:X\to {\mathbb {F} }} є такою лінійною формою, тоді спряжену норму {\displaystyle \|\cdot \|'} для {\displaystyle f} визначають як
{\displaystyle \|f\|'=\sup\{|f(x)|:x\in X,\|x\|\leq 1\}=\sup \left\{{\frac {|f(x)|}{\|x\|}}:x\in X,x\neq 0\right\}.}
З цією нормою, спряжений простір {\displaystyle X'} також є нормованим простором, і більше банаховим простором, оскільки {\displaystyle X'} завжди повний.

## Приклади

### Спряжена норма векторів
Якщо {\displaystyle p,q\in [1,\infty ]} задовольняють {\displaystyle 1/p+1/q=1}, тоді ℓp і ℓq є взаємоспряженими нормами. Це випливає з нерівності Гельдера.
Зокрема, евклідова норма є самоспряженою {\displaystyle (p=q=2).}

### Спряжена норма матриць
Норма Фробеніуса:
{\displaystyle \|A\|_{F}={\sqrt {\sum _{i=1}^{m}\sum _{j=1}^{n}|a_{ij}|^{2}}}={\sqrt {\operatorname {trace} (A^{{}^{*}}A)}}={\sqrt {\sum _{i=1}^{\min\{m,\,n\}}\sigma _{i}^{2}}}}
Спряженою їй є {\displaystyle \|B\|_{F}}